# Jack Aston
James "Jack" Aston, född 1 juli 1877, död i februari 1934, var en engelsk fotbollsspelare från Walsall, Staffordshire.
Aston spelade innerforward. Han spelade i 184 matcher och gjorde 68 mål i the Football League.